# Єкатеринбург-Пасажирський
Єкатеринбург-Пасажирський (рос. Екатеринбург-Пассажирский) — пасажирська залізнична станція Єкатеринбурзького регіону Свердловської залізниці, найважливіший пасажирський транспортний вузол на головному ходу Транссибірської магістралі. На станції розташовані центральний залізничний вокзал міста Єкатеринбурга та однойменне локомотивне депо ТЧ-6.
Вокзальний комплекс другий за пасажирообігом на Уралі, після вокзалу Челябінськ-Головний, який складається з чотирьох будівель, забезпечує щодобове відправлення пасажирів 60 пасажирськими та понад 180 приміськими поїздами. На добу станція обслуговує понад 115 тисяч пасажирів, відправляючи їх у 7 напрямках, 5 з них — електрифіковані.
За обсягом пасажиропотоку поїздів далекого сполучення вокзал Єкатеринбург-Пасажирський є найбільшим серед регіонів Росії — після московських й петербурзьких вокзалів.

## Історія
Перша будівля вокзалу була побудована у 1878 році при будівництві самої станції. Нова будівля залізничного вокзалу Єкатеринбурга була побудована за проєктом Ф. Є. Вольсова до 1914 року і згодом неодноразово зазнавала перебудові. До 1939 року за проєктом Г. П. Валенкова і В. І. Смирнова проведена реконструкція, було надбудовано другий поверх, на фасаді з'явилася монументальна колонада. У 1946 році проведено капітальний ремонт будівлі. У 1961—1962 роках за проєктом В. В. Безрукова до будівлі були додані дві прибудови через арки зі східної та західної сторін.

Привокзальний майдан
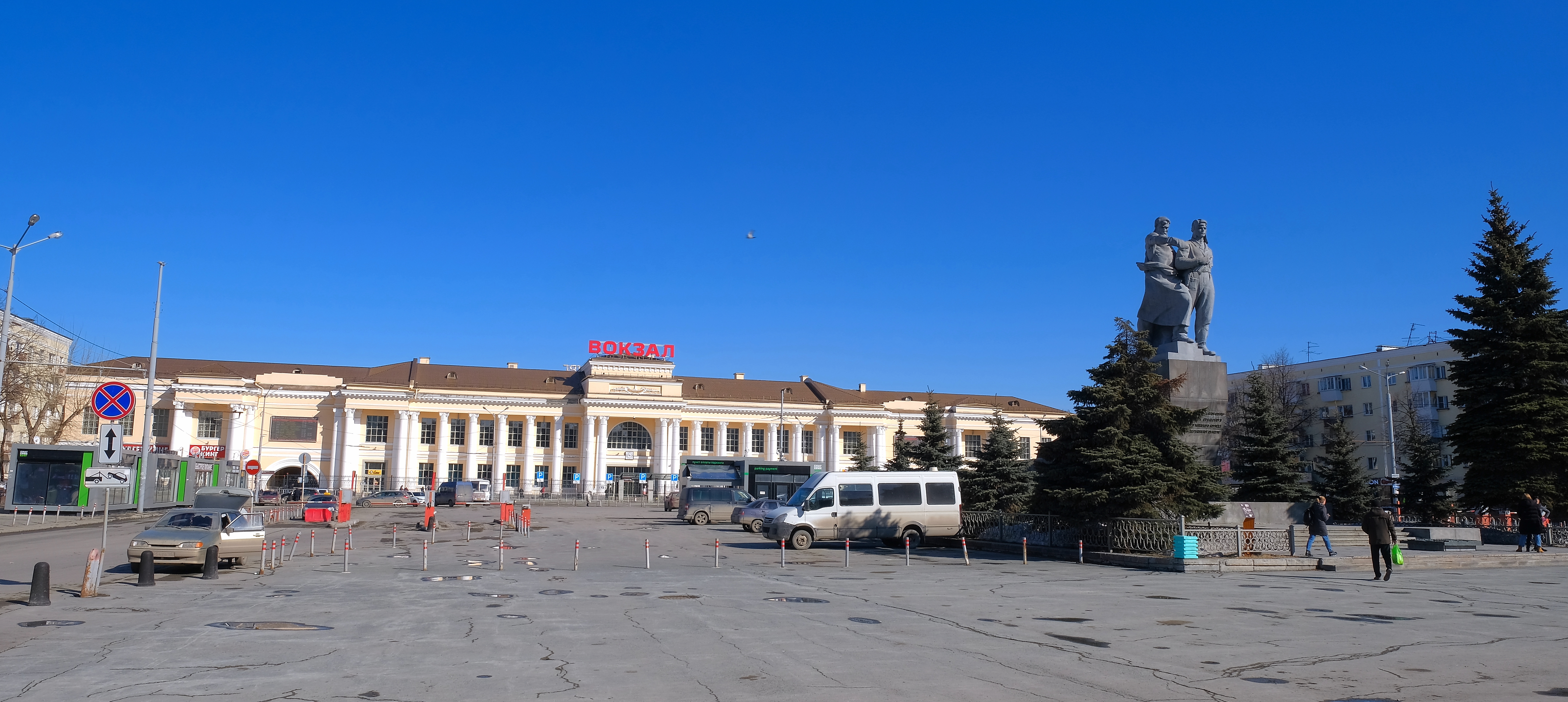
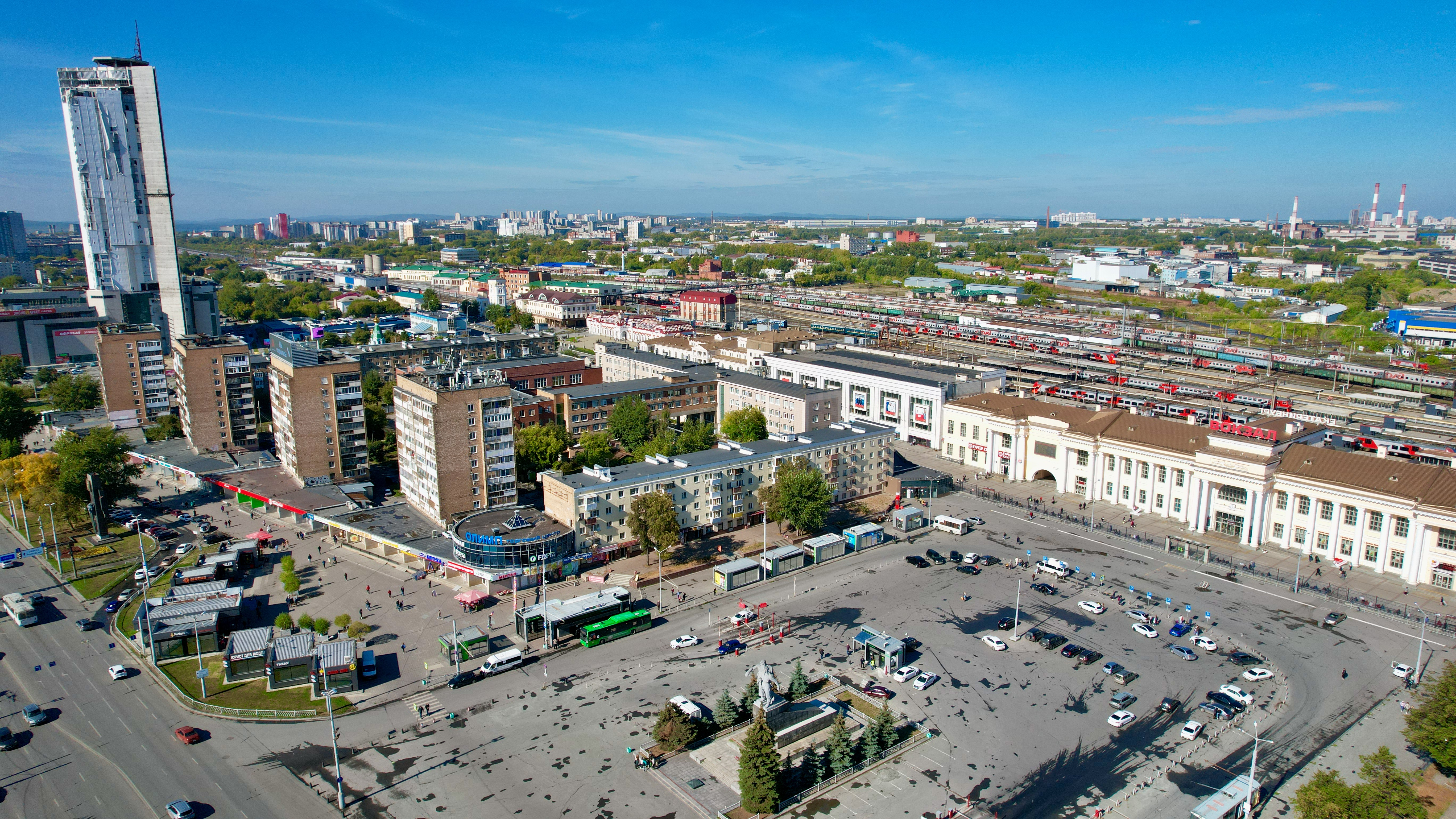
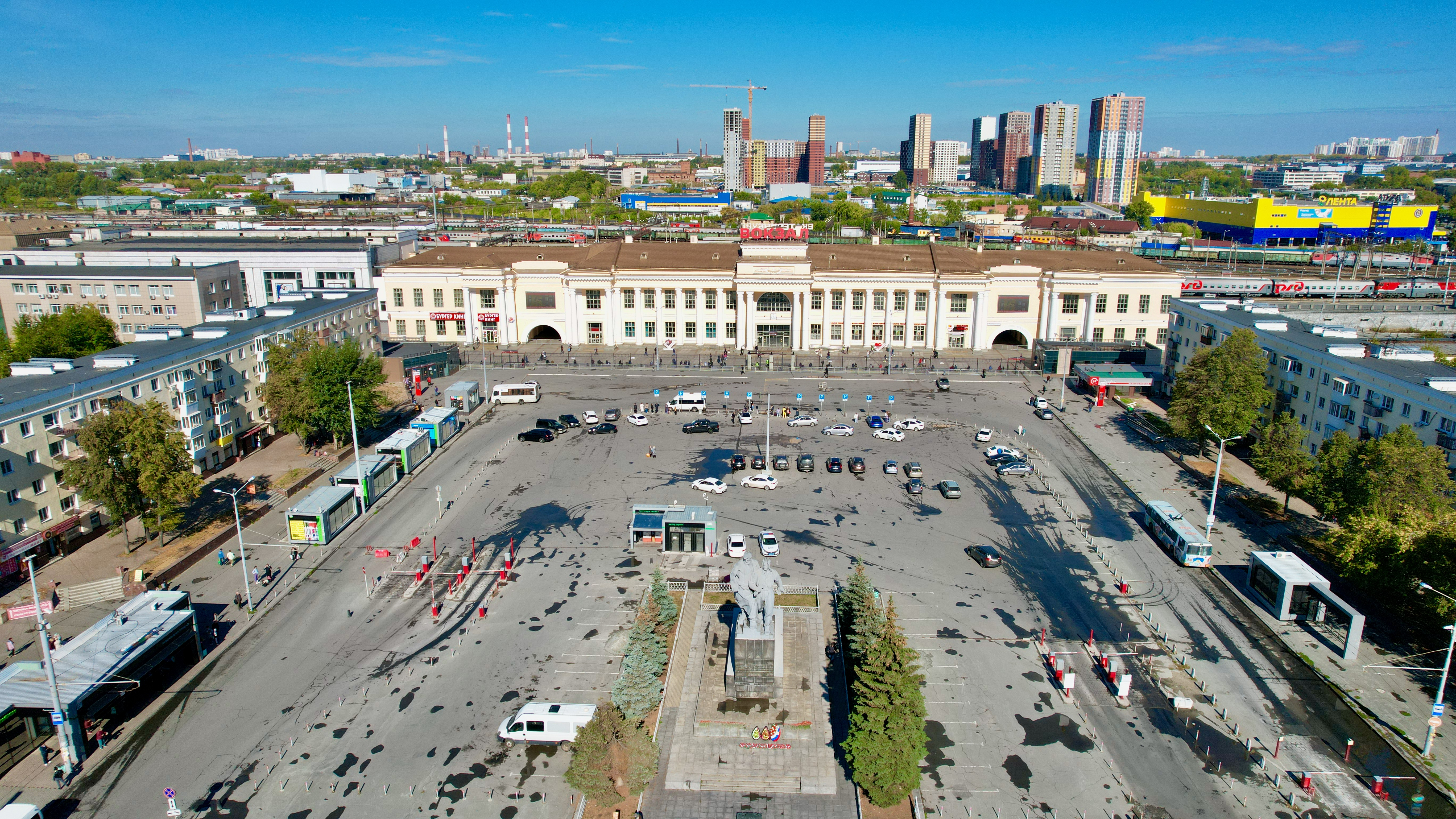

У 1990-ті роки до західного крила вокзалу прибудована ще одну будівлю (введена в експлуатацію у 1995 році), виконане в сучасних архітектурних формах, за проєктом В. Р. Рабиновича і У. Ютгоф. 
У 1997—2001 роках проведена капітальна реконструкція вокзального комплексу.

## Панорама
Вікісховище має мультимедійні дані за темою: Єкатеринбург-Пасажирський
| Росія | Це незавершена стаття з географії Росії. Ви можете допомогти проєкту, виправивши або дописавши її. |